# Louis Dubreuilh
Louis Dubreuilh (Ribérac, 18 de marzo de 1862-Neuilly-sur-Marne, 24 de julio de 1924) fue un periodista y político socialista francés

## Biografía
Nació en Ribérac el 18 de marzo de 1862.
Periodista de profesión —colaboró en publicaciones como Le Petit Sou, Le Socialiste y L'Humanité— y considerado la «mano derecha» de Édouard Vaillant fue secretario General del Partido Socialista de Francia y de la Sección Francesa de la Internacional Obrera. Falleció el 24 de julio de 1924 en Neuilly-sur-Marne.